# Schaduwhangmatspin
De schaduwhangmatspin (Labulla thoracica) is een spinnensoort in de taxonomische indeling van de hangmatspinnen (Linyphiidae).
Het dier komt uit het geslacht Labulla. De schaduwhangmatspin werd in 1834 beschreven door Wider.